# Lista das cidades mais populosas da Turquia
Esta é uma lista das cidades mais populosas da Turquia e sua população aproximada.
| Posição | Cidade          | População  |
| ------- | --------------- | ---------- |
| 1       | Istambul        | 10 018 775 |
| 2       | Ancara          | 4 140 890  |
| 3       | Esmirna         | 3 175 133  |
| 4       | Bursa           | 1 562 828  |
| 5       | Adana           | 1 530 257  |
| 6       | Cônia           | 1 412 343  |
| 7       | Gaziantepe      | 1 237 874  |
| 8       | Caiseri         | 895 253    |
| 9       | Mersim          | 825 294    |
| 10      | Antália         | 775 157    |
| 11      | Diarbaquir      | 604 557    |
| 12      | Elaze           | 541 258    |
| 13      | Esquixequir     | 484 631    |
| 14      | Xanleurfa       | 472 238    |
| 15      | Samessum        | 423 859    |
| 16      | Adapazarı       | 391 102    |
| 17      | Malátia         | 383 185    |
| 18      | Erzurum         | 361 235    |
| 19      | Cacramanemaraxe | 326 198    |
| 20      | Denizli         | 323 151    |
| 21      | Sivas           | 296 402    |
| 22      | Vã              | 284 464    |
| 23      | Gebze           | 253 487    |
| 24      | Esenyurt        | 253 084    |
| 25      | Batmane         | 246 751    |